# Багинскайте, Камила Тадовна
Камила Тадовна Багинскайте (лит. Kamilė Baginskaitė, англ. Camilla Baginskaite; род. 24 апреля 1967, Вильнюс) — советская, американская и литовская шахматистка, гроссмейстер (2002) среди женщин.
Трижды участвовала в чемпионатах СССР среди женщин (1983, 1985, 1986 года), но не поднималась выше 6—7 места (1985 год).
В 1986 году заняла третье место, а в 1987 году победила на чемпионате мира среди девушек. Победительница международных турниров: Белосток (1985), Тельч (1986), Прага (1987).
В составе сборных Литвы участница 3-х Олимпиад (1992—1996) и США — 4-х (2000—2002, 2006 и 2010). В 2000 году разделила первое место на чемпионате США среди женщин с Элиной Гроберман.

## Изменения рейтинга
| График не отображается по техническим причинам. Чтобы исправить это, воспроизведите график в новом формате, если это возможно. |